# 491 př. n. l.

## Hlava státu
- Perská říše – Dareios I. (522–486 př. n. l.)
- Egypt – Dareios I. (522–486 př. n. l.)
- Sparta – Kleomenés I. (520–490 př. n. l.) a Demaratos (515–491 př. n. l.) » Leótychidás II. (491–469 př. n. l.)
- Athény – Diognetus (492–491 př. n. l.) » Hybrilides (491–490 př. n. l.)
- Makedonie – Alexandr I. (498–454 př. n. l.)
- Římská republika – konzulé M. Minucius Augurinus a A. Sempronius Atratinus (491 př. n. l.)
- Syrakusy – Gelo (491–478 př. n. l.)
- Kartágo – Hamilcar I. (510–480 př. n. l.)